# Ashley Argota
Ashley Argota (ur. 9 stycznia 1993 w Redlands) – amerykańska aktorka i piosenkarka, która grała  rolę Louise „Lulu” Johnson w produkowanym przez Nickelodeona serialu True Jackson oraz Kelly Peckinpaw w serialu Mega przygody Bucketa i Skinnera.

## Życie osobiste i kariera
Aktorka urodziła się w Redlands w stanie Kalifornia. Ma portorykańskie oraz kambodżańskie pochodzenie. Karierę rozpoczęła w 2003 roku, kiedy to wystąpiła w programie Star Search nadawanego na programie CBS. Karierę aktorską rozpoczęła w wieku 14 lat. W 2007 roku wystąpiła w filmie Schooled. Dwukrotnie pojawiła się w programie BrainSurge.
Jako piosenkarka wydała dwie płyty: Dreams Come True (2006) oraz Ashley (2008).
Argota studiuje obecnie pielęgniarstwo na Uniwersytecie Nowojorskim.

## Filmografia
| Telewizja | Telewizja                        | Telewizja       | Telewizja         |
| Rok       | Tytuł                            | Rola            | Uwagi             |
| --------- | -------------------------------- | --------------- | ----------------- |
| 2007      | Schooled                         | Soomi Alverez   |                   |
| 2008–2011 | True Jackson                     | Lulu            | główna rola       |
| 2008      | iCarly                           | Kathy           | jeden epizod      |
| 2009      | BrainSurge                       | ona sama        |                   |
| 2011–2013 | Mega przygody Bucketa i Skinnera | Kelly Peckinpaw | główna rola       |
| 2011      | Brygada                          | Mazie           | rola gościnna     |
| 2014      | Austin i Ally                    | Elle            | rola gościnna     |
| 2014-2015 | Szczury laboratoryjne            | S-1             | rola drugoplanowa |
| 2014      | How to Build a Better Boy        | Nevaeh Barnes   | rola główna       |